# Vladslo
Vladslo é uma pequena vila belga, situada no município de Diksmuide, província de Flandres Ocidental Bélgica. De salientar que nesta localidade fica o maior cemitério de soldados alemães da II Guerra Mundial. Em 1 de Janeiro de 2007 tinha 1.239 habitantese 17,33 km².

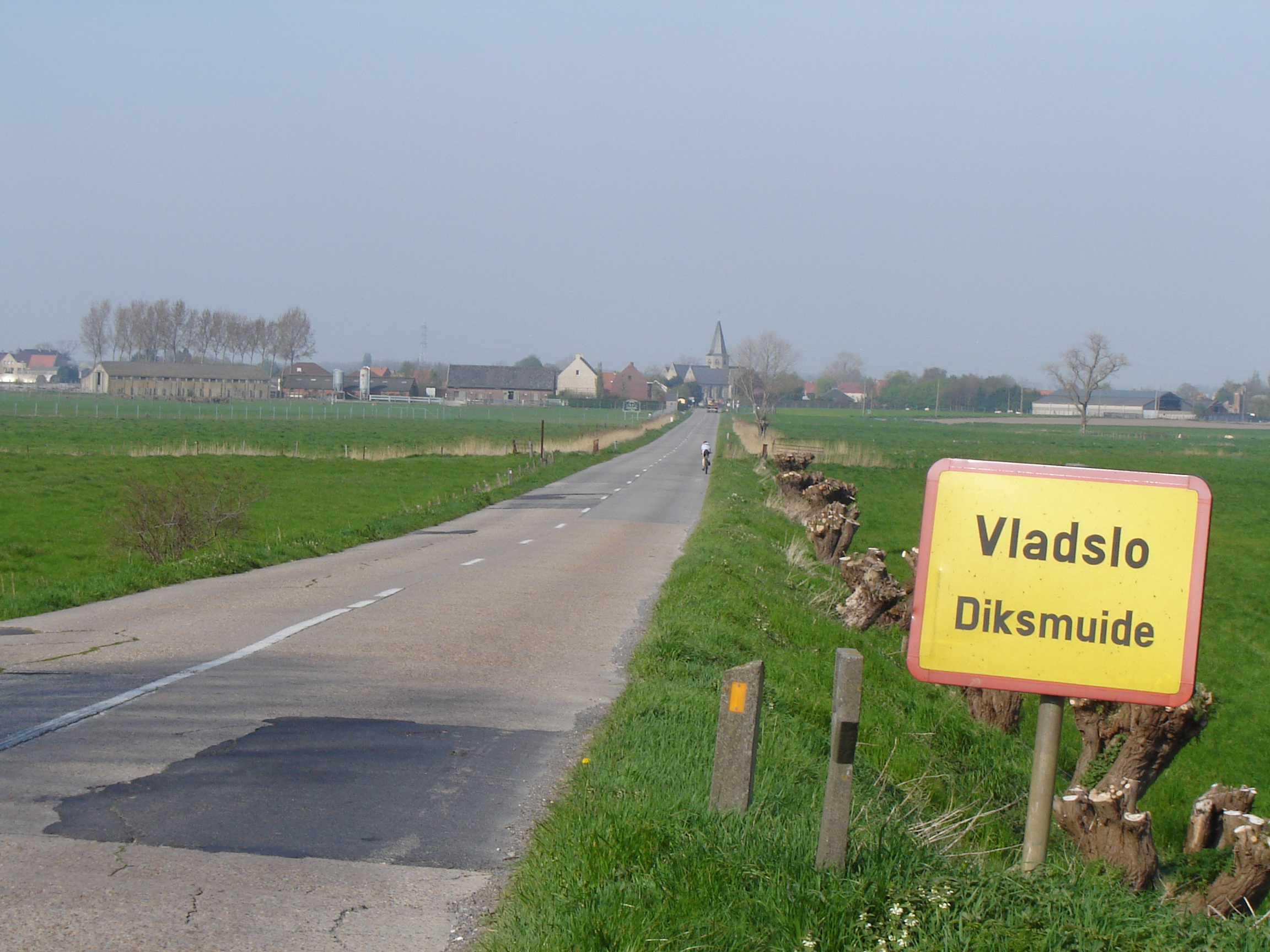
Vista de Vladslo

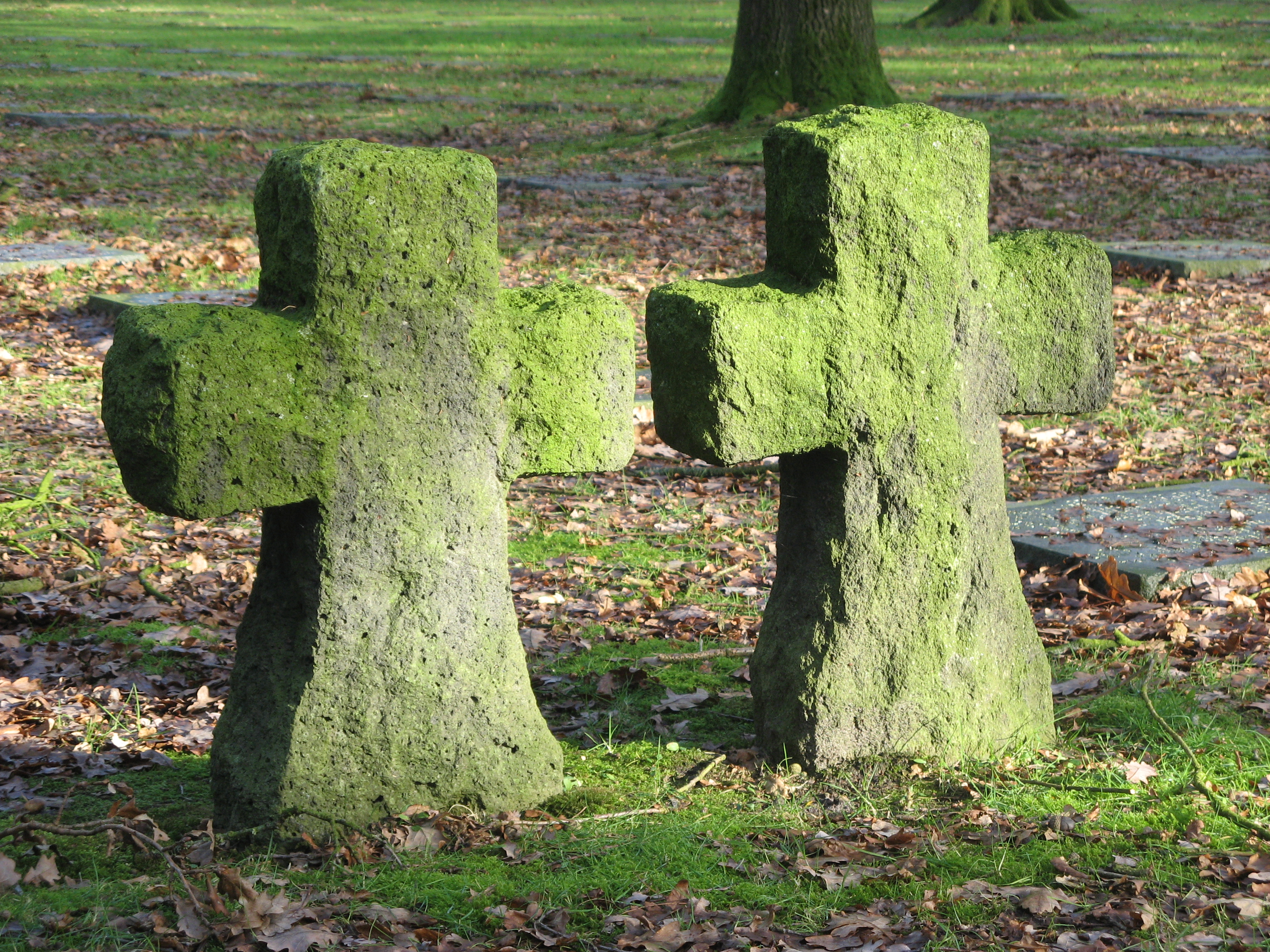
Cruzes do cemitério militar em Vladslo